# DataObjects.Net
Платформа, объединяющая в себе встраиваемую базу данных, средства для реализации бизнес-логики и готовый уровень доступа к данным (ORM), поддерживающая как наиболее распространенные БД (Microsoft SQL Server, Oracle, PostgreSQL), так и встроенную базу данных.
Использование библиотеки позволяет существенно сократить время разработки приложений, работающих с реляционными данными — библиотека берёт на себя практически все функции, связанные с взаимодействием с сервером БД, выполняя их прозрачно (то есть не требуя написания кода, который обеспечивает их выполнение) для разработчика. Среди её уникальных особенностей — автоматическое обновление схемы БД, наиболее полная поддержка наследования (например, возможны запросы на поддерживаемый интерфейс), встроенный механизм полнотекстового индексирования и поиска, управление правами доступа к объектам.
На первый взгляд эту библиотеку можно отнести к популярным на рынке ORM-решениям, но логика работы с ней, позволяющая не думать о реляционной структуре, поддержка написания кода бизнес-уровня, а также множество реализованных расширений, позволяет отнести её уже не к ORM-средствам, а к объектно-ориентированным БД.
Начиная с 4-й версии DataObjects.Net поддерживает работу со встроенной базой данных, в перспективе сопоставимую по характеристикам с наиболее известными и распространенными конкурентами.